# Puchar Polski w piłce siatkowej mężczyzn (1960/1961)
Puchar Polski w piłce siatkowej mężczyzn 1960/1961 – 13. sezon rozgrywek o siatkarski Puchar Polski, rozgrywany od 1932 roku.

## Klasyfikacja końcowa
| Miejsce | Drużyna         |
| ------- | --------------- |
| 1.      | Legia Warszawa  |
| 2.      | Gwardia Wrocław |
| 3.      | Warszawianka    |
| 4.      | AZS Kraków      |